# 丸尾彰三郎
丸尾 彰三郎（まるお しょうざぶろう、1892年（明治25年）9月4日 - 1980年（昭和55年）7月24日）は、昭和期の日本の美術史家 、美術評論家 。専門は日本彫刻史。

## 経歴・人物
1892年（明治25年）9月4日、岡山県に生まれる。1919年（大正8年）に東京帝国大学文科大学美学美術史科を卒業。1921年（大正10） 文部省図書館員教習所講師、翌年1922年（大正11）文部省古社寺保存計画調査嘱託、1930年（昭和5年）帝国美術院附属美術研究所事務嘱託、その間に東京女子高等師範学校、東京女子大学、慶応義塾大学の講師をつとめ、1932年（昭和7年）から1946年（昭和21年）まで文部省国宝鑑査官を務めた。
また、1933年（昭和8年）重要美術品等調査委員会委員、1936年（昭和11年）同幹事、1938年（昭和13年）から1939年（昭和14年）にかけてドイツへ出張、ドイツ政府よりドイツ鷲勲章一等功労十字章を授与された。1944年（昭和19年）には勲六等瑞宝章に叙せられた。
1945年（昭和20年）、文部省社会教育局に勤務、翌年1946年（昭和21年）文部技官、および国宝調査嘱託、1948年（昭和23年）国立博物館調査員、1950年（昭和25年）文化財保護委員会事務局美術工芸課に属し、1956年（昭和31年）退官、翌年1957年（昭和32年）文化財専門審議会専門委員、1966年（昭和41年）勲四等、1968年（昭和43年）文化財保護審議会専門委員となった（1974年 （昭和49年）まで）。同年11月勲三等瑞宝章を受章。
1980年（昭和55年）7月24日、静脈血栓症のため、東京都文京区の自宅で死去。

## 著作
- 『大仏師運慶』内閣印刷局、1940年。
- 『蓮華王院本堂千躰千手観音像修理報告書』妙法院、1957年。
- 『「鎌倉」の彫刻』鎌倉市教育委員会、1957年。